# Xanthoria parietina
Xanthoria parietina je lišaj  sa talusom listastog tipa. široko je rasprostranjena vrsta i može se naći na drveću, stenama i zidovima, otkud je i dobila svoj latinski naziv (parietina ima značenje u slobodnom prevodu "na zidu"). 

## Opis
Talus je u proseku do prečnika 8cm, žutih (do narandžastih) tonova sa zelenim primesama. Režnjevi talusa su 1-4cm u prečniku, spljošteni. Debljina talusa varira i zavisi od tipa staništa. Na staništima izloženim jakom sunčevom zračenju, telo će biti veće širine. Ovo je adaptacija stečena kako bi se zaštitila fotosintetički simbiont simbioze (alga).

## Fotobiont
Fotosintetički simbiont, ili fotobiont, ili fotosintetička komponenta simbioze su alge roda Trebouxia. Fotobiont može zauzeti i do 7% ukunog volumena lišaja, i upravo je on koji daje zelene primese lišaju.

## Stanište
Nastanjuje različite ekosisteme, preferirajući koru listopadnog drveća i područija sa visokim količinama azota.

## Medicinska svojstva
Vodeni ekstrakti ovog lišajeva, testirani in vitro, su pokazali značajna antiviralna svojstva inhibirajući replikaciju parainfluenza virusa tipa 2, jednog od uzročnika bolesti Krup.